# 67 г. пр.н.е.
67 (шестдесет и седма) година преди новата ера (пр.н.е.) е година от доюлианския (Помпилийски) римски календар.

## Събития

### В Римската република
- Консули на Римската република са Гай Калпурний Пизон и Маний Ацилий Глабрион.
- Народният трибун Гай Корнелий предлага и прокарва множество реформаторски закони насочени срещу корупцията сред висшите държавни служители, подкупите по време на избори и др. Сред приетите негови закони е Lex Cornelia de edictis, който изисква от преторите да следват своя постоянен едикт и да се подчиняват на своите съдебни постановления без сами да се изключват от действието им.
- По предложение на народния трибун Авъл Габиний е приет Lex gabinia de piratis persequendis, закон който дава безпрецедентна и извънредна власт на Помпей Велики за борба с пиратите в Средиземно море. Границите на властта му се определя като обхващаща цялото това море и простираща се на 50 мили навътре в сушата. В първоначалното предложение на Помпей са предоставени неограничени парични средства, 15 висши подчинени нему командири, войници колкото е способен да събере и 200 кораба. Съпротивата срещу този закон е ужесточена, но в крайна сметка преборена и броя на корабите е увеличен на 500, а този на легатите на 24.[1]
- Помпей набира 120000 пехотинци и 5000 кавалеристи като разделя Средиземно море на 13 района, за всеки от които назначава един легат ръководещ една флотилия. В рамките на няколко месеца Помпей успява да ликвидира пиратските сили като след решителното сражение пленява 90 кораби и ок. 20000 пирати, който заселва във вътрешността на Киликия.[1]
- Трета Митридатова война:
  - Митридат VI нанася поражение на римляните в битка при Зела и успява временно да си възвърне по-голямата част от Понт.[2]
  - Римският главнокомандващ Лукул се завръща с армията си от Армения, но не успява да въвлече Митридат в решителна битка и е принуден да се оттегли за зимата. Това предизвиква недоволство в Рим.

#### В царството на Селевкидите
- В остатъците от империята на Селевкидите бушува гражданска война между Антиох XIII Азиатик (клиентски на Рим цар) и Филип II Филоромей.[2]

## Родени
- Секст Помпей, римски военачалник и политик (умрял 35 г. пр.н.е.)

## Починали
- Саломе Александра, юдейска царица (родена 140 г. пр.н.е.)
- Луций Корнелий Сизена, римски сенатор, оратор и историк (роден 118 г. пр.н.е.)
- Квинт Сервилий Цепион, римски политик (роден 97 г. пр.н.е.)